# Dove è sempre notte
Dove è sempre notte è il primo romanzo di una saga che lo scrittore John Banville ha scritto con lo pseudonimo di Benjamin Black e che ha per protagonista l'anatomopatologo Quirke.

## Trama
Quirke è un omone dai piedi piccoli che ha poco meno di cinquant'anni ed una certa fascinosa asocialità; la conoscenza del personaggio è affidata a vari flashback grazie ai quali si capisce che è scampato ad una dura vita in uno squallido orfanotrofio grazie allo stimato giudice Griffin che lo ha adottato.
Quirke è cresciuto a Dublino con Mal, il vero figlio del giudice; due fratellastri diversissimi, anche nel lavoro visto che Mal è un affermato neonatologo, mentre lui si occupa di autopsie. La vita li ha però accomunati anche dal matrimonio con due sorelle della ricca famiglia americana Crawford; però la moglie di Quirke è morta di parto e lui ha in realtà sempre amato la cognata Sarah che castamente ricambia.
Durante una festicciola in ospedale Quirke, mezzo brillo, trova il fratello Mal che armeggia con la cartella clinica di una giovane portata all'obitorio. Il nome della ragazza è Christine Falls e le cause della sua morte risultano immediatamente falsificate, la giovane è sicuramente deceduta appena dopo un parto.
Quirke senza notevole fatica risale ai testimoni della "normale" storia di una ragazza sedotta e sfortunata la cui creatura sembra svanita nel nulla.
Sull'altra sponda dell'Atlantico la modesta coppia formata da Claire e Andy Stafford si prende cura di un'orfanella affidata loro da una fondazione benefica; i due hanno preso la bambina al St. Mary's, un istituto che il ricchissimo suocero di Quirke sovvenziona per aiutare piccolissimi orfani e giovani puerpere in difficoltà… il collegamento è presto fatto. 
La prima occasione di un viaggio nel New England si presenta quando già Quirke è stato minacciato perché ha fatto troppe domande sulla morte di Christine Falls e sul destino della neonata; la cognata Sarah infatti affida la figlia ventenne Phoebe allo zio Quirke perché vada in visita ai nonni americani.
Sarà proprio in America che dolorose ed impensabili vicende chiariranno un quadro incredibile.

## Edizioni in italiano
- John Banville, Dove è sempre notte, Mondolibri, Milano 2007
- John Banville, Dove è sempre notte, traduzione di Marcella Dallatorre, Guanda, Parma 2007
- John Banville, Dove è sempre notte, La biblioteca di Repubblica-L'espresso, Roma 2012
- John Banville, Dove è sempre notte: un caso per Quirke, anatomopatologo: romanzo, traduzione di Marcella Dallatorre, TEA, Milano 2014